# جرم هنری (فیلم)
جرم هنری (به انگلیسی: Henry's Crime) فیلمی کمدی رمانتیک آمریکایی محصول سال ۲۰۱۱ به کارگردانی مالکم ون وایلی و با بازی کیانو ریوز، جیمز کان و ویرا فارمیگا است.

## داستان
داستان فیلم در مورد هنری تورن با بازی (ریوز) است که مردی بی‌احساس و بی هدف در زندگیست که کارمند عوارضی بزرگراه در بوفالو _ نیویورک است. به اصرار دوستش ادی به عنوان راننده در دزدی از یک بانک همکاری می‌کند و هنگام دزدی دوستانش در بانک پلیس او را در حال انتظار داخل ماشین دستگیر می‌کند. هنری به سه سال حبس محکوم می‌شود. در زندان با مکس سالتزمن با بازی (جیمز کان) آشنا می‌شود. پس از آزادی از زندان به‌طور اتفاقی در یک کافی‌شاپ به عکسی قدیمی از تونلی در زیر خزانه بانک برمی‌خورد که در حال حاضر تونل متروکه مانده‌است. پس از آزادی مکس از زندان، هنری موضوع را با او در میان می‌گذارد و به‌اتفاق تصمیم دزدی از خزانه بانک را می‌گیرند. البته قسمت ورودی تونل متروکه در زیرزمین یک تئاتر و در کنار دیوار اتاق گریم پنهان مانده‌است که به وارد شدن آن‌ها به گروه تئاتر و آشناییشان با جولی ایوانووا با بازی (ورا فارمیگا) می‌انجامد. نهایتاً پس از طی وقایعی، هنری و مکس به چندین میلیون دلار پول خزانه بانک می‌رسند.